# Сунитски ислям
Сунитският ислям е направлението в исляма с най-многобройни последователи (наричани сунити).
За разлика от шиитите, сунитите не признават възможността за посредничество между Аллах и хората след смъртта на Пророка Мохамед. Те отхвърлят идеята за особената природа на Али и правото на потомците му. Също така има значителни различия в принципите на решаване на юридически въпроси, в характера на празниците, в отношението към друговерците, в молитвите и др.
За сунитите особено важно е следването на суната (постъпките и изказванията) на Пророка, на спазването на традициите, на участието на общността в избора на своя глава – халифа.
Като направление в исляма сунизмът се оформя през 15 век по време на противоборството с шиизма, но този термин не добива широко разпространение и конкретно съдържание за разлика от термина „шиизъм“.
Ислямът не разполага с висша религиозна инстанция, която да помири двете религиозни течения и да спре инструментализирането на религиозните различия за политически цели. В наши дни религиозните и исторически сунитско-шиитски противоречия служат преди всичко за предизвикване на междуобщностни конфликти в страните, в които съвместно съжителстват сунити и шиити, често провокирани от фанатични елементи от едната или другата страна.

## История
Често срещана заблуда е, че сунитският ислям е наложил ислямските норми скоро след смъртта на Мохамед и че суфизмът и шиизмът произлизат от сунитския ислям. Това схващане е отчасти заради осланянето на силно идеологически източници, приети погрешно като надеждна историография; и отчасти заради влиянието на сунитското население, което е мнозинството отмюсюлманите. И двете течения, сунизмът и шиизмът, произтичат от няколко века на конкуренция между идеологиите. Всяка от двете секти е използвала другата, за да затвърди допълнително собствените си идентичност и доктрини.
Първите четирима халифи са известни сред сунитите като Рашидуни или „Праведните“: сунитите признават Абу Бакър като първи, Умар като втори, Усман като трети и Али като четвърти. В различни периоди, сунитите признават различни владетели като халифи, въпреки че не включват никой от тях към „Праведните“ (или Рашидун) след убийството на Али; това не се случва дори до края на халифата, прекратен конституционно в Турция на 3 март 1924 г.

### Преход от халифат към династична монархия на Бану Умая
Предпоставките за преминаване от халифата към монархия, както се опасява вторият халиф Умар, се появяват още при третия халиф Усман. Усман назначава много хора от клана си Бану Умая, включително Марван и Уалид бин Укба на важни управленски позиции; това е и основната причина за сътресенията, довели до неговото убийство и последвалите борби по времето на Али и бунт от Муавия, друг роднина на Усман.
Това в крайна сметка води до установяването на династията на Бану Умая, след като Хусейн, по-малкият син на Али от Фатима, e убит в битката при Кербала. Бану Умая са „елитното“ меканското племе, които яростно се противопоставят на Мохамед под ръководството на Абу Суфян, бащата на Муавия, чак до завладяването на Мека от Мохамед. Възходът на Бану Умая и техният непотизъм заменят егалитарното общество, образувано в резултат на революцията на Мохамед, с разделено по икономически признак общество. По думите на Ел-Хибри, това става чрез „използването на приходи от религиозна благотворителност (zakāt) за субсидиране на семейни интереси, което Усман оправдава като „ал-сила“ (благочестивата синовна подкрепа)“.
По време на краткото си управление след Усман, Али поддържа строг начин на живот и всячески опитва да върне егалитарната система и върховенството на закона над владетеля, идеализирани от Мохамед. Обаче Али се сблъсква с продължителна опозиция и войни: от Айша-Талха-Зубайр, от Муавия и накрая от хариджитите.
След като бива убит, неговите последователи избрат за наследник Хасан ибн Али, неговия по-голям син от Фатима. Хасан обаче скоро подписва договор с Муавия, като се отказва от властта в негова полза, с условие единият от двамата, които надживее другия, да бъде халифът и че този халиф няма да назначи наследник, а ще остави избора на обществото. Впоследствие Хасан е отровен и умира, а Муавия постига неоспорима власт. Нарушавайки договора си с Хасан, той номинира сина си Язид за наследник.
След смъртта на Муавия Язид изисква вярност от Хусейн (по-малкия брат на Хасан, син на Али и внук на Мохамед), но получава категоричен отказ. Керванът му бива отцепен от армията на Язид в Кербала и е убит с всичките си мъже спътници – общо 72 души, в еднодневна битка. След тази битка Язид се утвърждава като суверен, въпреки че след смъртта му избухва голямо въстание срещу династията му и заради клането на Кербала, но Бану Умая успява бързо да потисне въстанието и управлява мюсюлманския свят. Краят на властта им идва, когато Бану Абас ги сваля от власт. 

### Халифат и монархия при династията на Бану Абас
След смъртта на Бану Абас се оформя следваща династична монархия под името на халифата от 750 г. Този период се счита за важен при формирането на сунитския ислям. Тогава творят основателите на четирите школи, а именно Абу Ханифа, Малик ибн Анас, Шафии и Ахмад бин Ханбал. Друг техен съвременник е Джафар ал Садик, който разработва доктрината за имамата, основата на шиитската религиозна школа.
Тогава не съществува ясно приета формула за наследственост в абасидския халифат. Двама или трима сина или други роднини на умиращия халиф се явяват като кандидати за трона, всеки със собствена група привърженици. Най-мощната група печели и очаква благосклонността на халифа, когото подкрепят за възкачване на трона. Тази династия завършва със смъртта на халифа ал-Мамун през 833 г., когато започва периодът на турско господство.

### Сунитският ислям през 20. и 21. век
Падането на Османската империя, най-голямата сунитска империя в продължение на шест века, в края на Първата световна война, е и краят на халифата.

#### Южна Азия
Това води до сунитски вълнения на други места, включително движението Хилафат в Индия, което след независимостта от Великобритания е разделено на доминиран от сунитите Пакистан и светска Индия. Пакистан, най-гъсто населената сунитска държава при създаването си, по-късно се разделя на Пакистан и Бангладеш .

#### Западна Азия
Друг резултат е появата на Саудитска Арабия – династична абсолютна монархия, която подкрепя реформистките доктрини на Мохамед ибн Абд ал-Уахаб, от чието име идва уахабитското движение. Следва значително нарастване на влиянието на уахабитските, салафийските, ислямистките и джихадистки движения, които се връщат към доктрините на ханбалийския теолог Таки Ал-Дин Ибн Таймия (1263 – 1328 г. или 661 – 728 г. по ислямския календар), който от своя страна следва традициите на сунитския имам Ахмад ибн Ханбал.

#### Централна Азия
Действия на различни държави по време на Студената война водят до радикализацията на афганистанските бежанци в Пакистан, които се борят срещу комунистическия режим, който от своя страна е подкрепян от войските на СССР. Това води до зараждане на движението на талибаните. След падането на комунистическия режим в Афганистан и последвалата гражданска война, талибаните печелят властта от различните муджахидински фракции в Афганистан и формират правителство под ръководството на Мохамед Омар. Към него се обръщат като емир на вярващите, обръщение ползвано за халифите. Пакистан и Саудитска Арабия признават талибанския режим до атентатите от 11 септември, организирани от Осама бин Ладен, саудитски гражданин по рождение и приет от талибаните. Това води до войната срещу терора, в началото най-вече срещу талибаните.

#### В края на 20-ти и началото на 21-ви век
Събитията от 20-ти век водят до намаляване на влиянието на сунитските елити, а с това и до негодувание сред някои сунитски общности: в Леванта, Месопотамия, Балканите, Северен Кавказ и Индийския субконтинент.
Групировка ИДИЛ, радикално крило от салафитски джихадисти, насилствено опитват да възстановят сунитския халифат. Техният лидер, Абу Бакр ал Багдади. е известен сред своите последователи като халиф и Амир-ал-му'минийн, или „Командир на правоверните“. Обаче много мюсюлмани навсякъде по света са против джихада; например, почти 2% от мюсюлманското население в Лондон излиза на протест срещу ИДИЛ.
Следвайки пуританския подход на Ибн Катир, много съвременни екзегетични трактати (като на Мохамед Рашид Рида) омаловажават значението на смятаните за чужди библейски източници (исра'илийат). Този позиция се различава от по-старите мюсюлмански традиции. Половината от арабските коментари отхвърлят исра'илийат напълно, докато турските екзегетични трактати го отхвърлят само частично. Въпреки това повечето неарабски коментатори ги смятат за безполезни или неприложими[ неясно? ]. Не е доказана пряка връзка с израелско-палестинския конфликт. Остава неясно дали отказът на исра'илийата е мотивиран от политически причини или само от философски размисли.
Друга посока на нови трактати са предполагаеми чудеса на науката, открити в Корана. Т.е. се смята, че Коранът съдържа знания, невъзможни за автор от 7. век. Някои учени, като от университета Ал-Азхар, отхвърлят този подход, защото Коранът е религиозен текст, а не научен; в търсенето на научна истина в Корана те виждат риск конкретно научно твърдение да бъде отхвърлено и с това Коранът да се изтълкува като съдържащ лъжи.
Съвременните тенденции на ислямската интерпретация обикновено се разглеждат като приспособяване към съвременната аудитория. Тези тенденции вероятно също търсят пречистване на исляма от предполагаема умишлена поквара, внесени през вековете в исляма с цел подкопаване на неговото послание.

## Юриспруденция

### Правни школи
Има много традиционни школи в областта на шериата (ислямското право), често наричани мазхаби (правни школи). Тези традиции отразяват различни гледни точки към някои закони и задължения. Докато една школа може да разглежда определено действие като религиозно задължение, друга може да го намира за незадължително. Тези школи *не* се считат за отделни секти; а по-скоро представляват различни гледни точки по въпроси извън ядрото на ислямската вяра. Различните историци очертават школите различни, в зависимост от основните принципи на школите.
Някои учени виждат сунитския ислям в две групи: Ахл ал-Ра'йи (на арабски: أهل الرأي) или „хора на разума“ с акцент върху научната преценка и дискурс; и Ахл ал-Хадит (на арабски: أَهْل الحَدِيث) или „хора на традициите“ с акцент върху ограничаването на юридическата мисъл до това, което се намира в писанията. Ибн Халдун дефинира три вида сунитски школи: ханафистка, представляваща разума; на захирите (на арабски: ظاهري), представляваща традицията; и по-широката междинна школа на шафиите, маликитите и ханбалите.
През Средновековието, султанатът на мамелюците в Египет приема само следните сунитски школи: ханафи, малики, шафии и ханбали, но не и захири. По-късно Османската империя потвърждава официалния статут на четири школи, като реакция срещу шиитския характер на техния идеологически и политически съперник, персийските Сефевиди. В съвременната епоха бившият министър-председател на Судан Ал-Садик ал-Махди, както и посланието на Аман от краля Абдула II на Йордания, признават захирите и така броят на сунитските училища е пет.

### Разлики между школите
Тълкуването на ислямското право чрез извеждане на конкретни правила – като например как да се молим – е известно като ислямска юриспруденция. Всяка правна школа следва своя традиция на тълкуване. Тъй като тези школи представляват ясно формулирани методологии за тълкуване на ислямското право, всяка методологиите не се променя особено с времето. Докато конфликтът между школите често е преминавал към насилствен в миналото, всяка от четирите сунитски школи признава валидността на другите и взаимодейства в правния дебат през вековете.